# 紀元前37年
紀元前37年（きげんぜん37ねん）。

## 他の紀年法
- 干支 : 甲申
- 日本
  - 崇神天皇61年
  - 皇紀624年
- 中国
  - 前漢 : 建昭2年
- 朝鮮
  - 高句麗 : 東明聖王元年
  - 新羅 : 赫居世21年
  - 檀紀2297年
- 仏滅紀元 : 507年
- ユダヤ暦 : 3724年 - 3725年

## できごと

### ローマ
- マルクス・ウィプサニウス・アグリッパが現在のナポリ近郊にある既に水没した都市"portus Julius"を建設した。
- ローマ軍がパルティアからエルサレムを奪った。
- ヘロデ大王がユダヤの王になり、Ananelusがエルサレムの大司祭になった。

### アジア
- 東明聖王により高句麗が建国された。

## 死去
- アンティゴノス:ハスモン朝ユダヤ最後の王
- 上官皇后:前漢の皇后（紀元前89年生）
- 京房:前漢の学者（紀元前78年生）